# Stema municipiului Arad

Stema municipiului Arad

Stema municipiului Arad a fost aprobată în 1999. Aceasta se compune dintr-un scut tăiat de un brâu îngust, undat, de argint. În partea superioară, pe fond de azur, două cetăți crenelate, de argint, iar deasupra acestora un braț în armură ținând în mână o sabie, toate din același metal. În partea superioară, pe o eșarfă albă, s-a scris cu litere negre deviza "VIA VERITAS VITA". În câmpul inferior, pe fond roșu, însemnele Episcopatului: mitra și crucea încrucișate cu cârje; de sub mitră ies două omofoare de argint. Totul este profilat pe conturul unei cărți deschise. Scutul este timbrat de o coloană murală de argint formată din șapte turnuri crenelate.
Semnificația elementelor însumate:
- Compoziția evocă istoria așezării, precum și faptul că vestigiile arheologice dovedesc existența ei anterior atestării documentare (secolul XIII);
- Construcțiile atestă permanenta luptă de apărare;
- Elementele din câmpul inferior relevă rolul Episcopiei Ortodoxe din Arad în lupta de emancipare națională.